# Sultanpur (huyện)
Huyện Sultanpur là một huyện thuộc bang Uttar Pradesh, Ấn Độ. Thủ phủ huyện Sultanpur đóng ở Sultanpur. Huyện Sultanpur có diện tích 4436 ki lô mét vuông. Đến thời điểm năm 2001, huyện Sultanpur có dân số 3190926 người.